# Ley de Responsabilidad Social en Radio y Televisión
Ley de Responsabilidad Social en Radio y Televisión (RESORTE) (también llamada Ley de Responsabilidad Social en Radio, Televisión y Medios Electrónicos)  es el nombre de la ley aprobada por la Asamblea Nacional de Venezuela, vigente desde el 7 de diciembre de 2004, cuyo objetivo es el de establecer la responsabilidad social de los prestadores de los servicios de radio y televisión, sus relacionados, los productores nacionales independientes y los usuarios en el proceso de difusión y recepción de mensajes, de conformidad con las normas y principios constitucionales, de la legislación para la protección integral de los niños, niñas y adolescentes, la educación, la seguridad social, la libre competencia y la Ley Orgánica de Telecomunicaciones. La Comisión Nacional de Telecomunicaciones de Venezuela (Conatel) es el organismo encargado del cumplimiento de esta Ley.

## Contenido
Entre otras cosas, esta Ley fuerza a todos los prestadores de servicio de radio y televisión a transmitir obligatoriamente los mensajes y alocuciones que el Ejecutivo Nacional considere necesarios. También deben transmitir de manera gratuita y obligatoria mensajes culturales, educativos, informativos o preventivos de servicio público seleccionados por el Ejecutivo Nacional, los cuales no deben exceder los quince minutos diarios. Así mismo, en su artículo 9 prohíbe expresamente hacer publicidad de cualquier forma (incluso por emplazamiento) en dichos medios a sustancias tales como: bebidas alcohólicas, cigarrillos, sustancias estupefacientes, etc.; así como a explosivos, armamento, etc.[cita requerida] Así mismo, establece obligaciones para los prestadores de servicio de radio y televisión tales como:
- Colocar el logo DOG (mosca) en el transcurso de la transmisión de los programas así como en las promos.
- Transmitir el Himno Nacional a las 06:00 a. m. y a las 12:00 a. m. y a las 12:00 p. m. en las fechas patrias y siempre al iniciar o culminar las transmisiones en aquellas que no operen las 24 horas.
- Establecer franjas horarias para la programación como horario todo usuario (de 07:00 a. m. a 06:59 p. m.), horario supervisado (de 07:00 a 10:59 p. m. y de 05:00 a 06:59 a. m.) y horario adulto (de 11:00 p. m. a 04:59 a. m.).
  - En cada franja horaria debe constar los elementos que componen cada programa sobre lenguaje, salud, sexo y violencia y especificar si es apto para todo público, si requiere supervisión por parte de padres, representantes o responsables o si es apto sólo para adultos.
  - Cada elemento deberá clasificarse en A, B, C o D para determinar si se puede transmitir en cada franja horaria. Queda terminantemente prohibido en cualquier horario elementos de lenguaje, salud, sexo y violencia tipo E o numerales superiores.
  - Se prohíbe taxativamente el empleo de lenguaje soez en cualquier horario en radio o televisión.

Fue actualizado el 12 de diciembre de 2005 según Gaceta oficial N.º 38333
En diciembre de 2010, se reformó la Ley para controlar el uso del Internet y las redes sociales en Venezuela, teniendo como nuevo nombre: Ley De Responsabilidad Social en Radio, Televisión y Medios Electrónicos (RESORTEMEC).

## Clasificación de programas de televisión
En Venezuela la clasificación por edades está regida por la Ley RESORTE para las televisoras de señal abierta. El horario televisivo se divide en tres categorías más una cuarta sin horario específico, los cuales son:
- NNA/AA: Infantil - Es aquel que está conformado por programas destinados especialmente para niños y niñas de temprana edad.

- TP/A: Todo Público - es aquel durante el cual solo se podrá difundir mensajes que puedan ser recibidos por todos los usuarios y usuarias, incluidos niños, niñas y adolescentes sin supervisión de un responsable (07:00 a. m. a 07:00 p. m.).

- SU/B: Supervisado - es aquel durante el cual se podrá difundir mensajes que, de ser recibidos por niños, niñas y adolescentes, requieran de la supervisión de un responsable (07:00 p. m. a 11:00 p. m.), (05:00 a. m. a 07:00 a. m.).

- A/C: Adulto - es aquel durante el cual se podrá difundir mensajes que están dirigidos exclusivamente para individuos mayores de dieciocho años de edad, los cuales no deberían ser recibidos por niños, niñas o adolescentes (11:00 p. m. a 05:00 a. m.).

Tipos de programa:
- Cultural y Educativo
- Informativo
- Opinión
- Recreativo
- Deportivo
- Mixto

Los canales en Venezuela deben transmitir una pequeña presentación antes de la transmisión del programa, hecha por el mismo canal, donde se incluya el tipo de programa (Recreativo, informativo, mixto, etc), tipo de producción (nacional o nacional independiente), elementos que contiene (Lenguaje, salud, sexo y/o violencia) y por último la clasificación del programa (Todo usuario, supervisado, adulto o infantil).

## Críticas
La oposición  de Hugo Chávez, la Comisión Interamericana de Derechos Humanos y la Sociedad Interamericana de Prensa (SIP) consideran a esta ley como una «Ley mordaza» que vulnera la libertad de prensa y el ejercicio del periodismo en Venezuela.